# 583 (szám)
Az 583 (római számmal: DLXXXIII) egy természetes szám, félprím, a 11 és az 53 szorzata.

## A szám a matematikában
A tízes számrendszerbeli 583-as a kettes számrendszerben 1001000111, a nyolcas számrendszerben 1107, a tizenhatos számrendszerben 247 alakban írható fel.
Az 583 páratlan szám, összetett szám, azon belül félprím, kanonikus alakban a 111 · 531 szorzattal, normálalakban az 5,83 · 102 szorzattal írható fel. Négy osztója van a természetes számok halmazán, ezek növekvő sorrendben: 1, 11, 53 és 583.
Az 583 négyzete 339 889, köbe 198 155 287, négyzetgyöke 24,14539, köbgyöke 8,35390, reciproka 0,0017153. Az 583 egység sugarú kör kerülete 3663,09703 egység, területe 1 067 792,785 területegység; az 583 egység sugarú gömb térfogata 830 030 925,2 térfogategység.